# Hugh Thompson junior

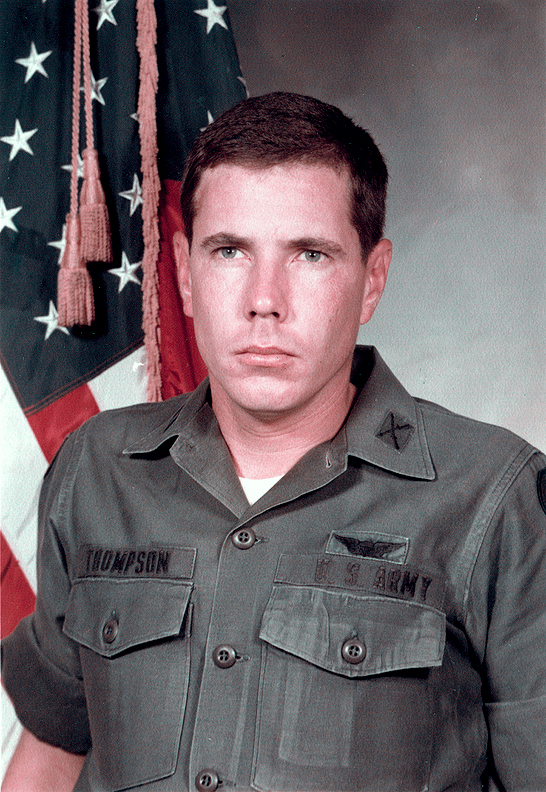
Warrant Officer Hugh Thompson (1966)

Hugh Clowers Thompson junior (* 15. April 1943 in Atlanta, Georgia; † 6. Januar 2006 in Alexandria, Louisiana) war ein Soldat der US Army, der als Hubschrauberpilot im Vietnamkrieg diente. Bekannt wurde er für sein erfolgreiches Einschreiten in das Massaker von My Lai 1968, wozu er seine Bordschützen anwies, wenn nötig auch die US-Soldaten zu beschießen, die es verübten. Hierfür wurden ihm 1998 die Soldier’s Medal der Armee sowie 1999 der Peace Abbey Courage of Conscience Award verliehen.

## Biografie
Thompson meldete sich 1961 als Freiwilliger für die US Navy und diente dort bis 1964 bei den Seabees in einer Pioniereinheit. Er trat 1966 in die US Army ein und erhielt eine Ausbildung zum Hubschrauberpiloten. Er meldete sich freiwillig für die Aerial Scout Unit (Luftaufklärung). Dort wurde er der Task Force Barker zugewiesen, die für die Truppenaufklärung in Vietnam zuständig war.

### Das Massaker von My Lai
Zur Besatzung des von Thompson gesteuerten Hubschraubers Hiller H-23 gehörten die beiden Bordschützen Glenn Andreotta und Lawrence Colburn, die jeweils die Maschinengewehre in den beiden Türöffnungen bedienten.
Bei einem Aufklärungsflug für die Operation der Task Force Barker am 16. März 1968 in der Nähe des südvietnamesischen Dorfes My Lai wurde Thompsons Aufmerksamkeit durch am Boden liegende tote Zivilisten geweckt. Später sahen sie, dass Captain Ernest Medina eine am Boden liegende Zivilistin trat und dann erschoss. Der Helikopter landete und Thompson sprach mit Second Lieutenant William Calley:
Thompson: „What's going on here, Lieutenant?“ (Was ist hier los, Lieutenant?)
Calley: „This is my business.“ (Das ist meine Angelegenheit.)
Thompson: „What is this? Who are these people?“ (Was ist das? Wer sind diese Leute?)
Calley: „Just following orders.“ (Ich befolge bloß Befehle.)
Thompson: „Orders? Whose orders?“ (Befehle? Wessen Befehle?)
Calley: „Just following...“ (Befolge bloß …)
Thompson: „But, these are human beings, unarmed civilians, Sir!“ (Aber das sind Menschen, unbewaffnete Zivilisten, Sir!)
Calley: „Look Thompson, this is my show. I'm in charge here. It ain't your concern.“ (Pass auf, Thompson, das ist meine Angelegenheit hier. Ich habe hier das Kommando. Das geht dich nichts an.)
Thompson: „Yeah, great job!“ (Ja, tolle Arbeit)
Calley: „You better get back in that chopper and mind your own business.“ (Du gehst jetzt mal lieber zurück in deinen Hubschrauber und kümmerst dich um deinen eigenen Kram.)
Thompson: „You ain't heard the last of this!“ (Das letzte Wort ist noch nicht gesprochen!)
Thompson hob ab und Andreotta berichtete, dass ein Soldat namens Mitchell weiter Menschen exekutierte. Thompson bemerkte eine Gruppe Zivilisten, die in Panik flohen und sich in einem Bunker versteckten. Sie wurden von amerikanischen Soldaten verfolgt. Thompson landete zwischen Verfolgern und Gejagten und wies Colburn und Andreotta an, auf die US-Soldaten zu feuern, wenn diese versuchen sollten, die Zivilisten zu ermorden. Thompson stieg aus und sprach mit dem Zugführer Stephen Brooks. Er sagte ihm, dass er die Zivilisten aus dem Bunker holen wolle. Brooks schlug ihm vor, eine Handgranate in den Bunker zu werfen. Thompson, der rangniedriger als Brooks war, versuchte mit diesem zu diskutieren. Es gelang ihm, insgesamt elf Vietnamesen zum Verlassen des Bunkers zu überreden und sie mit Hilfe zweier Flüge eines Bell-UH-1-Helikopters, der seinen Hubschrauber als Geleitschutz begleitete, zu evakuieren. Während ihres Abflugs entdeckte Andreotta Bewegungen in einem Bewässerungsgraben, woraufhin sie erneut landeten und Andreotta ein Kind zwischen den Toten retten konnte. Das Kind wurde mit Thompsons Hubschrauber in ein Hospital in Quảng Ngãi gebracht.

### Nach dem Massaker
Thompson flog auch nach dem Massaker lange Zeit Hubschraubereinsätze in Vietnam, wobei er fünfmal abgeschossen wurde. Beim fünften Abschuss wurde er an der Wirbelsäule verletzt, was seinen aktiven Kriegsdienst beendete.
1998 kehrten Thompson und Colburn noch einmal nach My Lai zurück, um die damals von ihnen geretteten Menschen zu treffen. Unter diesen befand sich auch der zum Zeitpunkt des Massakers acht Jahre alte Do Hoa. Thompson arbeitete später als Berater im Kriegsveteranenministerium der Vereinigten Staaten in Louisiana und hielt ab dem Jahr 2003 Vorträge an der US-Marineakademie zum Thema Professional Military Ethics.
Auf einer Ethik-Vorlesung vor Offizieren der U.S. Marine Base in Quantico, Virginia, sagte Thompson: “A lot of the girls didn’t scream too much either, because they had already cut their tongues out, and a bayonet can kill two real quick if they’re pregnant. Ain’t that nasty that they—I personally—I mean, I wish I was a big enough man to say I forgive them, but I swear to God I can’t.” (deutsch: „Viele unter den Mädchen schrien auch kaum, denn sie hatten ihnen bereits die Zunge herausgeschnitten. Ein Stoß mit dem Bajonett kann zwei Personen auf einmal töten, wenn die Frau schwanger ist. Ist es nicht schlimm, dass sie ... Ganz persönlich meine ich, ich wünschte, ich hätte die Größe zu sagen, dass ich ihnen vergebe, aber bei Gott, ich kann es nicht.“)
Später erkrankte Thompson an Krebs. Am 6. Januar 2006 wurden die lebenserhaltenden Maßnahmen im Kriegsveteranenkrankenhaus in Alexandria eingestellt. Er wurde in Lafayette (Louisiana) mit allen militärischen Ehren beigesetzt.

## Ehrungen
Thompson, Andreotta und Colburn (Andreotta postum) erhielten 1998, exakt 30 Jahre nach dem Massaker, die Soldier’s Medal for Heroism, die höchste Auszeichnung der US-Armee für besonderen Mut in Situationen ohne direkten Feindkontakt. Die Verleihung während der Präsidentschaft von Bill Clinton war das Ergebnis einer neun Jahre dauernden Kampagne des Universitätsprofessors David Egan. 1999 wurde Thompson und Colburn der Peace Abbey Courage of Conscience Award verliehen.
Im Jahre 2010 wurde die Hugh Thompson Foundation gegründet, die sich den Anliegen von Kriegsveteranen widmet, insbesondere Soldaten, die für ihre richtigen Entscheidungen schikaniert oder bestraft wurden.

## Auszeichnungen
- Soldier’s Medal
- Distinguished Flying Cross
- Bronze Star
- Purple Heart
- Air Medal

## Einzelbelege
1. ↑  Trent Angers: The Forgotten Hero of My Lai: The Hugh Thompson Story. 1999, S. 119–120.
2. 1 2  Trent Angers: The Forgotten Hero of My Lai: The Hugh Thompson Story. 1999, S. 124.
3. ↑  Moral Courage In Combat: The My Lai Story. In: USNA Lecture. (usna.edu (Memento des Originals vom 4. Februar 2022 im Internet Archive) [abgerufen am 16. September 2014]).  Info: Der Archivlink wurde automatisch eingesetzt und noch nicht geprüft. Bitte prüfe Original- und Archivlink gemäß Anleitung und entferne dann diesen Hinweis.
4. 1 2  Michael Marsh: Witness to a Massacre. Stories from the man who stopped the killing at My Lai. In: Chicago Reader. 16. November 2000.
5. ↑  An American Hero. Abgerufen am 21. Januar 2023 (amerikanisches Englisch).
6. ↑  My Lai Pilot Hugh Thompson National Public Radio
7. ↑  Hero of My Lai dies at 62 (Memento vom 27. September 2007 im Internet Archive)
8. ↑  About the Hugh Thompson Foundation. (Memento vom 13. März 2016 im Internet Archive)  (abgerufen am 28. Oktober 2012)

| Personendaten    | Personendaten |
| ---------------- | --- |
| NAME             | Thompson, Hugh junior |
| ALTERNATIVNAMEN  | Thompson, Hugh C. junior |
| KURZBESCHREIBUNG | US-amerikanischer Militär, Hubschrauberpilot im Vietnamkrieg, spielte eine wesentliche Rolle in der Beendigung des Massakers von My Lai |
| GEBURTSDATUM     | 15. April 1943 |
| GEBURTSORT       | Atlanta, Georgia |
| STERBEDATUM      | 6. Januar 2006 |
| STERBEORT        | Alexandria, Louisiana |